# 菟橋神社
莵橋神社（うはしじんじゃ）は、石川県小松市にある神社で、加賀国総鎮守でもあり、小松市の産土神でもある。延喜式神名帳に「加賀国能美郡八座莵橋神社」として撰上された古社。本殿と神輿は小松市の文化財に指定されている。莵橋大神と共に諏訪大神を祀っていることから、地元の人々には「お諏訪さん（おすわさん）」と呼ばれて親しまれている。敷地内には当社の参集殿である諏訪会館があり、参拝者の休憩所や結婚式の披露宴会場として使われている。

## 祭神
- 莵橋大神（うはしだいじん） - 元来は莵橋郷の鎮守の神として郷内に住む人々が崇敬していた。この地に平安時代に加賀国の国府が置かれた際に広く崇敬されるようになり、また、江戸時代に前田家からの崇敬を受け小松城・金沢城両城の鎮護社となってからは、加賀国の守護神としても崇敬されるようになった。
- 建御名方命（たけみなかたのみこと）
- 八坂刀賣命（やさかとめのみこと）

## 由緒
創建は慶雲元年（704年）とも、それ以前とも伝えられる。
「和名抄」に、加賀国能美郡莵橋郷三十ヶ村の総鎮守として当時の国主・守護職をはじめ、上下一般の庶民から国土開拓天下泰平を祈願され篤く当社が崇敬されていたことが記載されていることから、加賀国の立国以前より、当時の中心地に鎮座してきたことが窺える。
平安時代に延喜式内社として神名帳に登載され、第55代文徳天皇嘉祥年間の太政官符によると正六位上を賜る。
国府が得橋郷（とくはしのごう）に置かれると、朝廷をはじめ国主や守護や領主に厚い崇敬を受け保護された。また、加賀国守護職富樫氏累代500年にわたり、国司の巡拝・奉幣や社殿などの造営が行われた。前田利常は当社を小松・金沢両城の鎮護の神と仰ぎ、慶安4年（1651年）には大工棟梁山上善右衛門に命じ、現在地に社殿を造営し、社領・神宝などを寄進した。
もともとは能美郡得橋郷小野村にあったが、得橋郷上小松村に遷り、その後さらに小松城内に遷った。慶安4年（1651年）、前田家より永代の神域として現在の地に遷された。その際には、本殿や諸殿が造営され神輿・神宝他数々の寄進を受けた。

### 諏訪大神
社伝によれば、太古の昔、大国主命（おおくにぬしのみこと）が第二子の建御名方命（たけみなかたのみこと）と北陸地方経営のために加賀の地に至り、洪水を治め、暴風を防ぎ、凶暴を平らげ、国土を開拓し、農耕・機械・殖産の道を教え、加賀国の魂の神として永く莵橋郷の鎮守の神となった後に信濃国諏訪の地へ赴かれたと言う。当社の祠官は上田氏の遠祖は諏訪大社の祠官より出たと伝えられている。

### 社名の由来
社名と祭神名の「莵橋（うはし）」とは、莵橋郷に由来する。郷内を流れる梯川（かけはしがわ）は、雨水期にはよく氾濫し、高所が所々浮き上がり、あたかも浮き橋のようになったことから「うはし」の郷名が生まれたと古書に伝えられる。
明治8年（1875年）に小松諏訪神社と改称させられ、明治14年（1881年）に郷社に列したが、明治15年（1882年）現社号に復称した。ただ現在でも「諏訪」色が強く、地元では「おすわさん」と呼ばれている。

## 境内社
- 巌之御魂神社（神明宮）
- 金刀比羅神社 - 祭神は大物主神（おおものぬしのかみ）
- 稲荷神社
- 少彦名神社 - 祭神は少彦名命（すくなひこなのみこと）
- 粟嶋神社 - 祭神は淡島神（あわしまのかみ）
- 天神地祇神霊社・荒御魂社
- 須納谷白山社・杖白山社 - 菊理媛神、伊耶那伎神、伊耶那美神

## 境内
松尾芭蕉の句碑
松尾芭蕉が『奥の細道』の道中で当社を参詣したことが、随伴した河合曽良の随行日記に「七月二十七日快晴、所ノ諏訪宮祭ノ由聞テ詣」と記載されている。入り口脇にそのときに詠まれた句の句碑が残されている。「しほらしき 名や小松ふく 萩すすき」
牛若松
本殿の背後にある樹齢数百年を数える老松で、石川県の名木の一つにあげられている。昔は弁慶松もあった。鎌倉時代に源義経と弁慶一行の奥羽落ちで安宅の関通過に際し、同社に武運長久の祈願を行ったと伝わる。
昇龍の松
本堂に向かって右側にまっすぐそびえたつ、高さ約28メートル、直径1メートルの松の木。250年前の江戸時代からあり、上田宮司は「おそらく竜が天に舞い上がる姿に見えることから名付けられたのだろう」と話す。外国人観光客誘致するため2012年に始まった昇龍道プロジェクトの昇龍道上にあり、名前の一致は偶然である。厄よけや男女の縁結びに御利益があるとされ、結婚式ではカップルが一生涯の幸せを願い二人で手を当てる。

## 例大祭

### 春季例大祭
「お旅まつり」と呼ばれる。加賀藩前田利常が小松城に隠居した寛永17年（1640年）頃から始まったと言われ、歴史がある。豪華絢爛な曳山と可憐な子供歌舞伎が有名。現在も保存されている8基の曳山が各町で展示される。そのうちの2町で上演される子供歌舞伎は日本三大子供歌舞伎として知られている。毎年5月13日～16日であったが、近年は5月の第2水曜日に神渡し神事、続く金土日を祭礼日としている。

### 秋季例大祭
「水火（すいか）まつり」と呼ばれる。一般的には「西瓜まつり」として知られている。昔、この秋祭りに西瓜を売る店が何軒も並んだことが祭りの語源となっているが、本来は「水火（すいか）まつり」が正しく、水と火の大いなる恵みに感謝し、大自然に畏敬の心を表すとともに、風水害・大火除けを祈願するものである。御祭神に因み、古来より力比べの神事で子供相撲と盤持神事が行われる。盤持神事は、80㎏相当の米俵を肩まで持ち上げるというもの。俵を持ち上げることができると、次に130kg前後の石を持ち上げることに挑戦できる。その他、水と火の神事が行われ、御神火で清められた御神水が参拝者に振る舞われ、この水を飲むと一年間、無病息災で過ごせるという。

## 祭事
- 歳旦祭（1月1日）
- 左義長（1月14日）
- 祈年祭（2月17日）
- 鎮火祭（3月27日）
- #春季例大祭（5月15日）- 5月第2水曜日からはじまる金土日） ※年によって変更あり
- 大祓（6月30日）
- 城趾祭（8月1日）
- #秋季例大祭（8月26日、8月27日、8月28日） ※年によって変更あり
- 神明宮祭（10月16日）
- 新嘗祭（11月23日）
- 大祓（12月31日）
- 一日詣（毎月1日）
- 鎮魂焼納祭（毎月14日）- 人形、ぬいぐるみなど魂が入っているもの、大切にしてきたもの、古い神棚等について、御魂を鎮め焼納（お焚き上げ）する。
- 鎮魂焼納大祭（3月21日、9月23日）

## 現地情報
所在地
- 石川県小松市浜田町イ233

交通アクセス
- 鉄道
  - JR西日本 小松駅（徒歩約6分）
- 車
  - 石川県道25号（金沢美川小松線）・国道360号「地子町西」交差点前
  - 最寄りIC：北陸自動車道 小松IC